# Robiquetia hamata
Robiquetia hamata är en orkidéart som beskrevs av Rudolf Schlechter. Robiquetia hamata ingår i släktet Robiquetia och familjen orkidéer. Inga underarter finns listade i Catalogue of Life.